# 瓦斯卡爾
瓦斯卡爾（奇楚瓦語：Waskar；1491年—1532年）印加帝國第13代薩帕·印卡（皇帝），1527年至1532年在位。
1527年，薩帕·印卡瓦伊納·卡帕克在征服基多的時候染上天花，隨後逝世。不久後，帝國的繼承人尼南·庫尤奇也因天花去世。瓦斯卡爾繼位成為新的薩帕·印卡。
瓦斯卡爾繼位時的詳情至今仍不明確，瓦斯卡爾與阿塔瓦爾帕的支持者所敘述的版本是完全矛盾的。在瓦伊納逝世之後，身處庫斯科的瓦斯卡爾被印加王公推戴為新的薩帕·印卡；鎮守帝國北部的阿塔瓦爾帕，則在將軍的擁立下向瓦斯卡爾宣戰。
西班牙編年史學家胡安·德·貝坦索斯提供的訊息則是，印加內戰的起因是瓦斯卡爾的暴虐。貝坦索斯的妻子曾嫁給阿塔瓦爾帕，這證明他的編年史帶有一定偏見的。貝坦索斯描述瓦斯卡爾如何將他喜愛的王公妻子據為己有。更重要的是，他侵佔了死去的印卡以及太陽神的領地。在印加人的社會觀點裡，死去的印卡們的領地仍然是印卡的居所，因此將這些領地當做宗教場所來崇拜。瓦斯卡爾不信神，而且思維遲鈍。他根本看不起出身卑賤的阿塔瓦爾帕，向阿塔瓦爾帕宣戰，並派基斯基斯率領十萬大軍、六萬支持者前去討伐。然而帝國的三位首席將軍查爾庫奇馬、基斯基斯、盧米尼亞維都對瓦斯卡爾不滿，北上投奔了阿塔瓦爾帕。
瓦斯卡爾在最初的戰役中具有優勢。在卡尼亞利人的幫助下，他的弟弟兼部將阿圖科在奇洛潘帕戰役中擊敗阿塔瓦爾帕，並將他俘虜。但在他們慶功的時候，阿塔瓦爾帕被一名少女救走，隨後組織軍隊進行反擊。此後阿塔瓦爾帕佔據了壓倒性優勢，卡尼亞利人戰敗，其首領被阿塔瓦爾帕下令剖心煮熟之後，分給卡尼亞利人吃。
阿塔瓦爾帕的部將基斯基斯、查爾庫奇馬率軍迫近庫斯科，瓦斯卡爾親率大軍出城抵抗。雙方在基派潘發生非常慘烈的戰鬥，瓦斯卡爾大敗，在逃跑途中被俘。追隨他的王公或是自殺，或是被查爾庫奇馬殺害。隨後查爾庫奇馬率軍進入庫斯科，將瓦斯卡爾作為俘虜在庫斯科遊街示眾，並大肆屠殺有權繼承王位的王族。這次內戰以阿塔瓦爾帕的勝利告終。
阿塔瓦爾帕得知勝利的消息後，率軍南下前往庫斯科，途中在卡哈马卡停留，但被西班牙殖民者伏擊而遭到俘虜。被關押在庫斯科的瓦斯卡爾希望同西班牙人合作，將阿塔瓦爾帕驅逐出去。不久後瓦斯卡爾便突然死去，傳言阿塔瓦爾帕指使查爾庫奇馬將他殺害，但沒有任何證據。
| 統治者頭銜             | 統治者頭銜              | 統治者頭銜          |
| ---------------------- | ----------------------- | ------------------- |
| 前任者： 瓦伊纳·卡帕克 | 薩帕·印卡 1527年—1532年 | 繼任者： 阿塔瓦尔帕 |